# Styl dworkowy

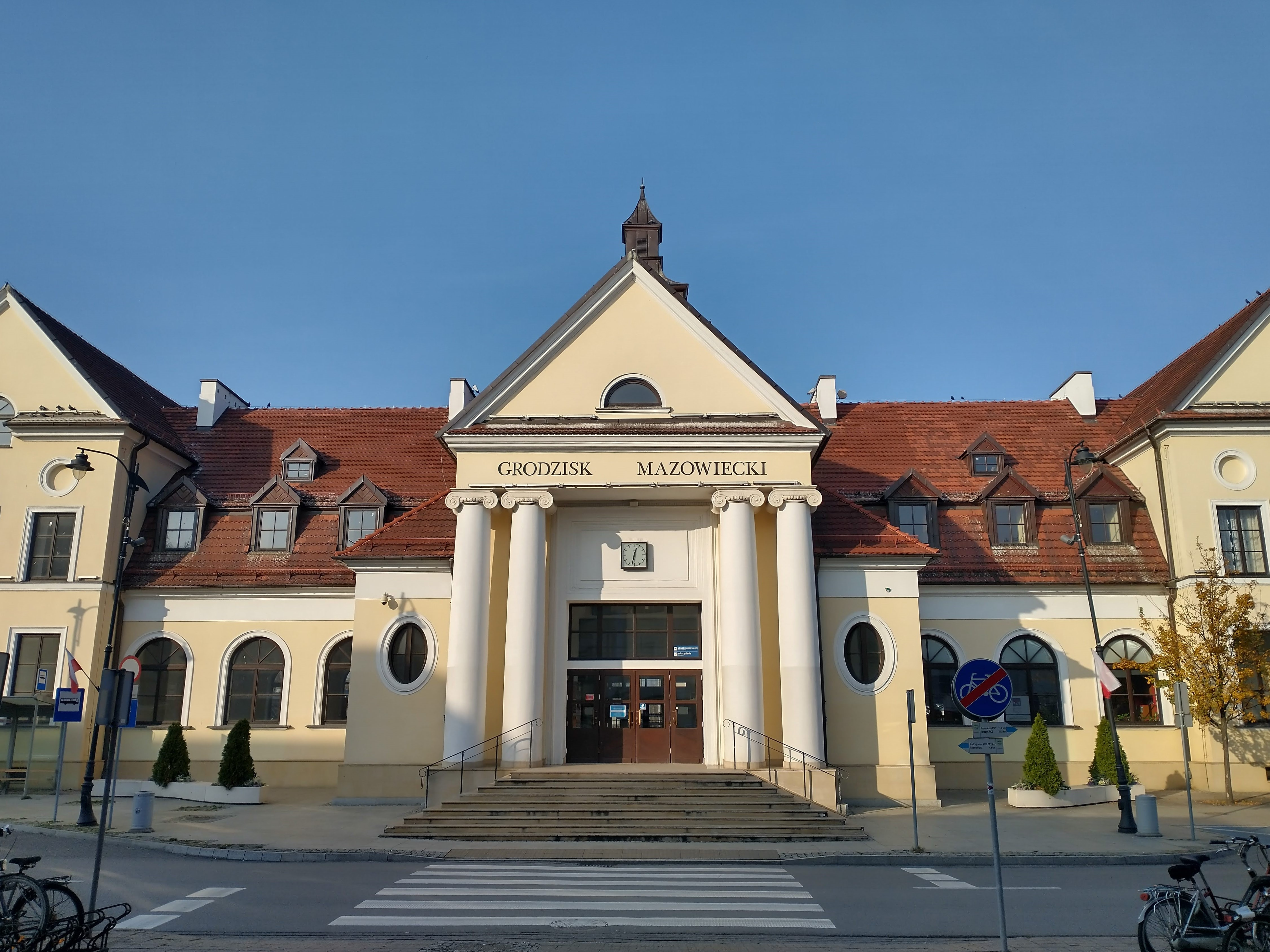
Styl dworkowy (dworzec kolejowy w Grodzisku Mazowieckim)

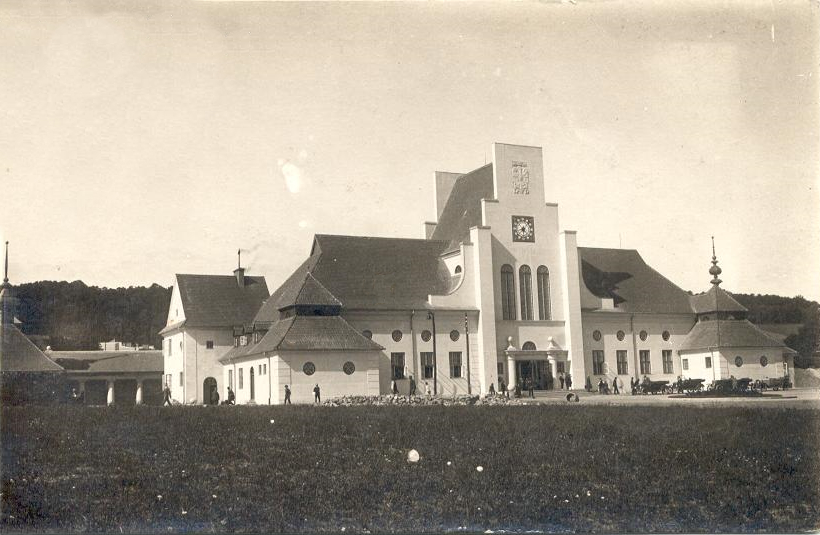
Dworzec kolejowy w Gdyni powstał w latach 1923-1926 według projektu architekta Romualda Millera, zbudowany w stylu dworkowym i uznany za ukoronowanie i ostatni wielki przejaw stylu dworkowego w polskiej architekturze kolejowej, a przejawiał już cechy nowego prądu modernizmu.

Styl dworkowy – styl w architekturze polskiej w latach 1908–1928. Był to jeden z nurtów tzw. stylu narodowego, który ukształtował się na przełomie XIX i XX wieku. Styl łączy motywy barokowe, renesansowe i klasycystyczne.
Wzorcem był polski dwór szlachecki. Jego typowymi cechami były: kolumnowy portyk i czterospadowy łamany dach.
Do stylistyki dworkowej nawiązywano głównie w architekturze dworców kolejowych, kolonii urzędniczych, jak też obiektów użyteczności publicznej – szkół czy budynków administracyjnych.